# Parrina
Il Parrina è una DOC riservata ad alcuni vini la cui produzione è consentita nella provincia di Grosseto.

## Zona di produzione
La zona di produzione comprende parte del territorio del comune di Orbetello in provincia di Grosseto

## Disciplinare
Il "Parrina DOC" è stato istituito con DPR 11 agosto 1971 pubblicato sulla Gazzetta Ufficiale n. 246 del 29 settembre 1971. Successivamente è stato modificato con:
- DPR 11.07.1986 GU 94 - 23.04.1987
- DM 2 agosto 1993 GU 200 del 26 agosto 1993
- DM 12 gennaio 1994 GU 32 del 9 febbraio 1994
- DM 8 settembre 1997 GU 225 del 26 settembre 1997 Errata corrige GU 276 del 26 ottobre 1997
- DM 28 settembre 2009 GU 240 del 15 ottobre 2009
- DM 30 novembre 2011 GU 295 del 20dicembre 2011
- La versione in vigore è stata approvata con DM 7 marzo 2014 Pubblicato sul sito ufficiale del Mipaaf[1].

## Tipologie

### tipologia
| uvaggio                        |             |
| titolo alcolometrico minimo    | xx,xx% vol. |
| acidità totale minima          | xx g/l.     |
| estratto secco minimo          | xx,00 g/l   |
| resa massima di uva per ettaro | xxx q.      |
| resa massima di uva in vino    | xx %        |